# Neochauliodes wuminganus
Neochauliodes wuminganus är en insektsart som beskrevs av C.-k. Yang och Ding Yang 1986. Neochauliodes wuminganus ingår i släktet Neochauliodes och familjen Corydalidae. Inga underarter finns listade i Catalogue of Life.